# Иванова, Татьяна Георгиевна
Татьяна Георгиевна Иванова (4 января 1940, Москва) — советская партийная деятельница, 1-й секретарь Калининского районного комитета КПСС города Москвы, заместитель председателя Президиума Верховного Совета РСФСР, народный депутат России в 1990—1993 годах. Кандидат в члены ЦК КПСС в 1981—1990 годах.

## Биография
В 1957—1960 годах — регистратор детской городской больницы города Москвы.
В 1960—1972 годах — младший редактор издательства «Молодая гвардия», старший редактор журнала «Новый мир», редактор издательства «Наука» в городе Москве.
В 1966 году окончила Московский государственный университет имени Ломоносова.
Член КПСС с 1968 года.
В 1972—1974 годах — секретарь партийного бюро издательства «Наука» в городе Москве.
В 1974—1977 годах — заведующий отделом, в 1977—1979 годах — 2-й секретарь, в октябре 1979—1985 годах — 1-й секретарь Калининского районного комитета КПСС города Москвы.
В 1984 году окончила заочно Академию общественных наук при ЦК КПСС.
В 1985—1990 годах — заместитель председателя Президиума Верховного Совета РСФСР.
В 1990—1991 годах — заместитель председателя Государственного комитета СССР по национальным вопросам.
С 1992 года — советник Российского союза промышленников и предпринимателей.
Потом — на пенсии в городе Москве.